# 이자벨 에버하트
《이자벨 에버하트》(Isabelle Eberhardt)는 프랑스에서 제작된 이안 프링글 감독의 1991년 드라마 영화이다. 마틸다 메이 등이 주연으로 출연하였고 다니엘 샤프 등이 제작에 참여하였다.

## 출연

### 주연
- 마틸다 메이
- 체키 카리오
- 피터 오툴

## 기타
- 프로듀서: 파리드 샤오체
- 공동제작: 장-프랑소와 레페티
- 조감독: 필 존스
- 미술: 브라이스 페린
- 의상: 믹 체미널

## 참고 문헌
- Verhoeven, Deb (April 1999). 《Twin Peeks: Australian and New Zealand Feature Films》. St Kilda West, Victoria: Damned Publishing. ISBN 978-1-876310-00-4.